# Wellow (Hampshire)
Wellow – wieś w Anglii, w hrabstwie Hampshire, w dystrykcie Test Valley. Leży 16 km na południowy zachód od miasta Winchester i 116 km na południowy zachód od Londynu.